# Stoftkremling
Stoftkremling (Asterophora lycoperdoides) är en svampart som först beskrevs av Pierre Bulliard (v. 1742–1793), och fick sitt nu gällande namn av Ditmar 1809. Stoftkremling ingår i släktet Asterophora och familjen Lyophyllaceae.  Arten är reproducerande i Sverige. Inga underarter finns listade i Catalogue of Life.

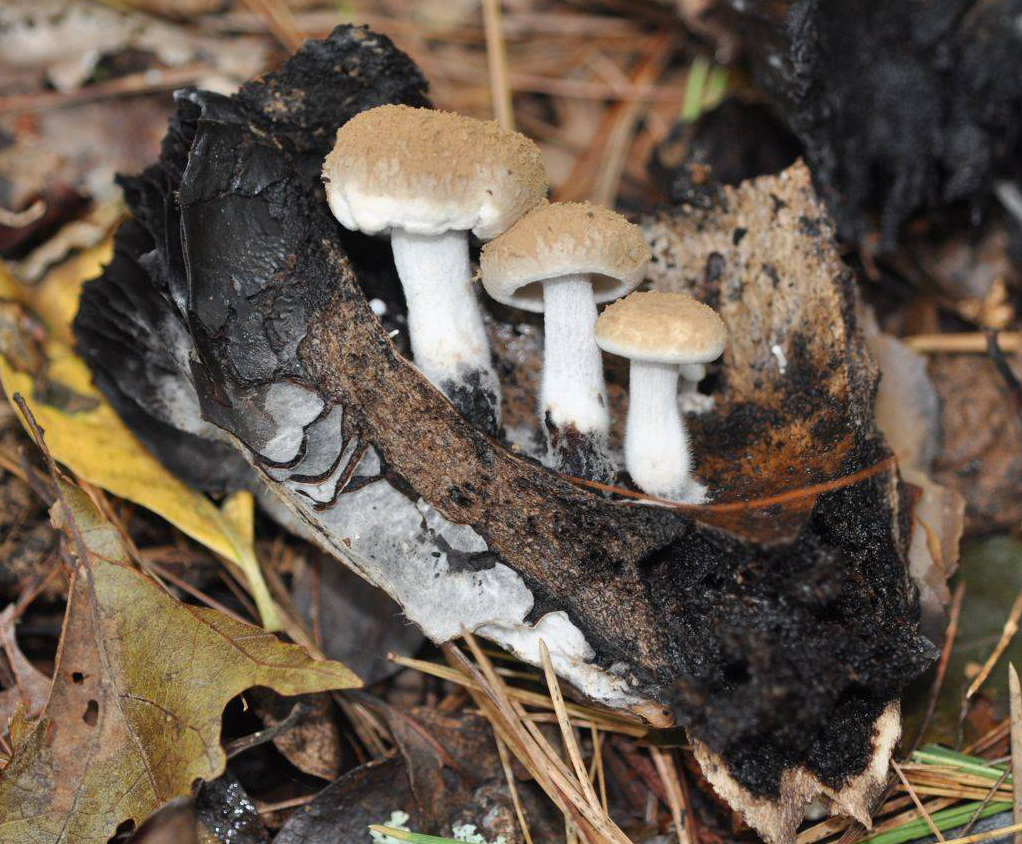
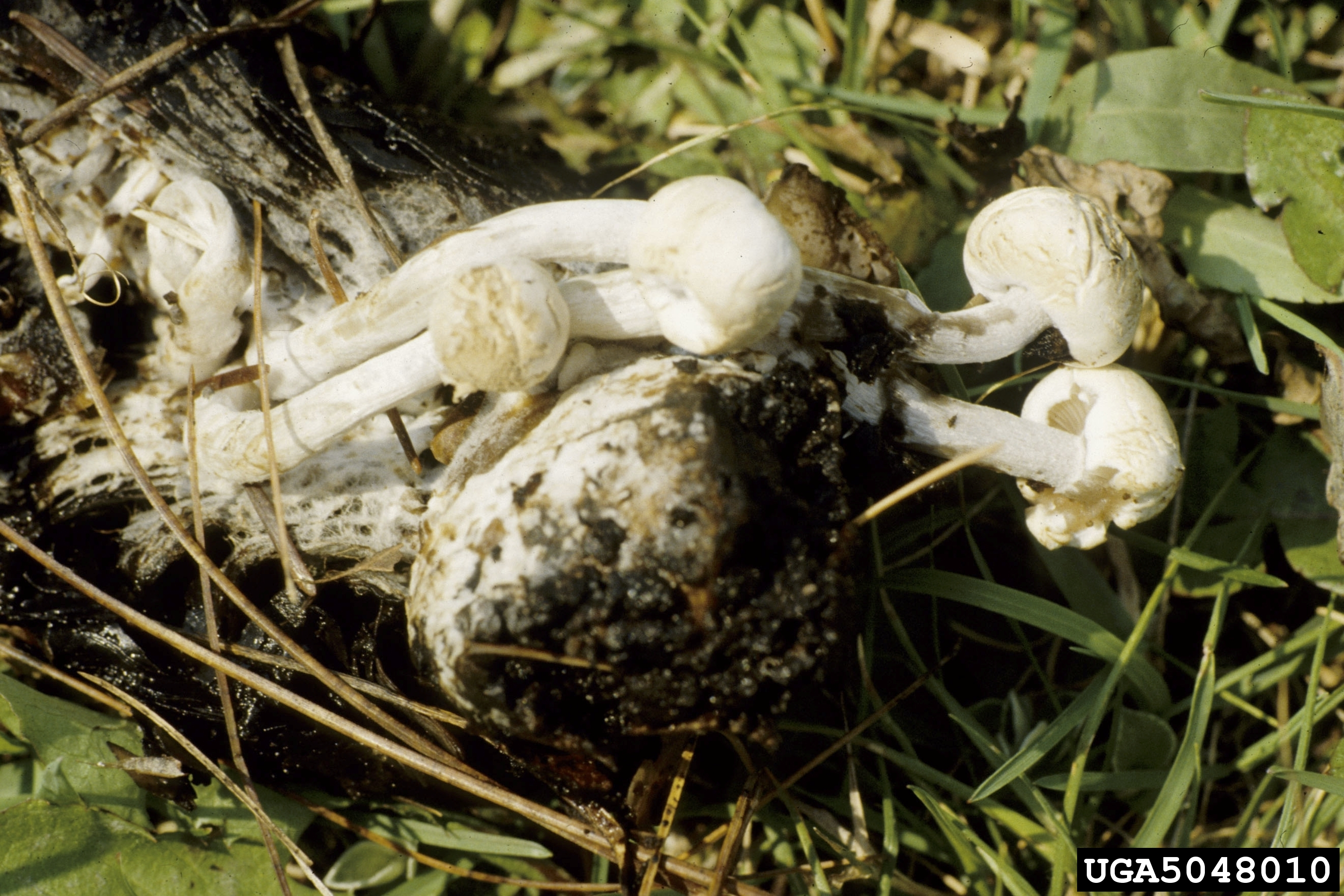